# Заполе (Підкарпатське воєводство)
Заполе (пол. Zapole) — село в Польщі, у гміні Нівіська Кольбушовського повіту Підкарпатського воєводства.
Населення — 298 осіб (2011).
У 1975-1998 роках село належало до .

## Демографія
Демографічна структура станом на 31 березня 2011 року:
|          | Загалом | Допрацездатний вік | Працездатний вік | Постпрацездатний вік |
| -------- | ------- | ------------------ | ---------------- | -------------------- |
| Чоловіки | 154     | 37                 | 102              | 15                   |
| Жінки    | 144     | 23                 | 80               | 41                   |
| Разом    | 298     | 60                 | 182              | 56                   |